# На трави
На трави је шести студијски албум загребачке рок групе Аеродром који је изашао 2001. године. Овим албумом Аеродром се након петнаестогодишње паузе вратио на музичку сцену. Албум је објавила издавачка кућа Кроација рекордс. Након паузе, Пађену су се придружила два бивша члана бенда, Младен Крајник и Златан Живковић, као и Томислав Шојат, који су заједно потписали аранжмане на албуму. На снимању албума заједно са члановима бенда суделују још и неки бивши чланови попут Рема Картагина и Паола Сфеција. Материјал се састоји од десет песама које су снимане у тонском студију Грин у Загребу. Најавни сингл за албум, који је изашао почетком августа 2001. године, била је песма А до Сплита пет, док је за песму Бадња ноћ снимљен и анимирани видео спот.

## Списак песама
- То можда можеш
- А до Сплита пет
- Зар не?
- Небо ће уз тебе стати
- Не гледај у под
- За Јулију цар
- Корак унатраг
- Каква забава
- Бистра вода
- Бадња ноћ[1]

## Извођачи
- Јурица Пађен - електрична гитара, вокал
- Томислав Шојат - бас гитара, акустична гитара, пратећи вокал
- Златан Живковић - бубњеви, удараљке, пратећи вокал
- Младен Крајник - клавијатуре, пратећи вокал

## Продукција
- Томислав Хлеб - мастеринг
- Јурица Пађен - продуцент